# Heukelum
Heukelum je mesto v nizozemski provinci Gelderland. Je del občine West Betuwe, leži pa okoli 8 km severovzhodno od Gorinchema.  Mestne pravice je dobilo leta 1391.

## Zgodovina
Kraj se prvič omenja leta 996 kot Ukele in pomeni »naselje na višini«.  Heukelum je podolgovat esdorp, ki se je razvil na bregu reke Linge v zgodnjem srednjem veku. 

Grad Heukelum (tudi grad Merckenburg) je pred letom 1286 zgradila rodbina gospodov Arkelskih kot enega od devetih gradov za obrambo dežele Arkelske pred Holandijo in Gelderlandom. Je edini grad, ki je ostal po Arkelskih vojnah (1401-1412). Leta 1672 so ga Francozi močno poškodovali oziroma razstrelili. Grad je večkrat zamenjal lastnika, a je še vedno zasebna last.
Heukelum je bil v svoji zgodovini večkrat poplavljen. Nazadnje leta 1939 in 1945, ko je bilo območje okoli Heelsuma poplavljeno, da bi preprečili napredovanje nemške in zavezniške vojske.
V Heukelumu je leta 1840 živelo 535 ljudi. Heukelum je bil ločena občina do leta 1986, ko je postal del Vurena. Območje je bilo do takrat del Južne Holandije, zdaj pa je del Gelderlanda.

## Galerija slik
- Nekdanja kovačnica
- Nizozemska reformirana cerkev
- Grad Heukelum
- Pogled na ulici